# Niklas Eg
Niklas Eg (Kibæk, 6 gennaio 1995) è un ex ciclista su strada danese, è stato professionista dal 2018 al 2023.

## Palmarès
- 2012 (Juniores)

Classifica generale Corsa della Pace Juniores

### Altri successi
- 2012 (Juniores)

Classifica giovani Corsa della Pace Juniores
1ª tappa Regio-Tour (Hartheim am Rhein > Heitersheim, cronosquadre)
Classifica giovani Regio-Tour

## Piazzamenti

### Grandi Giri
- Giro d'Italia

2018: 93º
- Tour de France

2020: 51º
- Vuelta a España

2019: 37º
2020: 59º

### Classiche monumento
- Liegi-Bastogne-Liegi

2021: 113º
- Giro di Lombardia

2018: ritirato
2019: 78º
2021: ritirato

### Competizioni mondiali
- Campionati del mondo su strada

Limburgo 2012 - In linea Juniores: 74º
Innsbruck 2018 - In linea Elite: ritirato
Imola 2020 - In linea Elite: ritirato